# 换羽
羽毛的定期更换称为换羽，这是鸟类的一个重要的生物学现象。换羽可以使羽毛长年保持完好，并能应对羽毛的损伤。在亲缘关系接近的鸟之间有类似的换羽规律，这对于研究系统分类羽进化有着重要的意义。

## 换羽的顺序
鸟类从破壳到性成熟要经历多次换羽，然后每年一般要换羽两次，分为以下形式：
- 雏绒羽：破壳后首次出现的羽衣，几天后更换，称为雏后换羽。
- 稚羽：雏鸟换羽后所长出的羽衣，大多带有斑纹，颜色多为灰、褐，起到隐蔽色的作用。雏鸟离巢后进行稚后换羽。
- 幼羽：稚后换羽后的羽衣，以之过冬，这期间的羽衣为幼羽，颜色与成鸟的羽色近似。也可称第一冬羽。
- 成羽：第一次婚后换羽后的羽衣，多数鸟类至此换成成羽。不同种类换成成羽的时间不同，一般雀形目鸟较早，而银鸥、鹱类则较晚才换成成羽。也可称第二冬羽。
- 隐蔽期羽：部分雄鸟在繁殖期后，换上一身与雌鸟相似的黯淡羽毛，以达到隐蔽目的，称为隐蔽期羽或蚀羽。

## 换羽的方式
飞羽、尾羽的更换是以左右对称的、一枚一枚逐次替换，这样可以不影响飞行和保温，一般要持续数月之久。但雁形目鸟类以及红鹳的飞羽几乎是同时脱落，这期间它们会丧失飞行能力，通常躲藏一非常隐蔽的湖泊水草之间。换羽的方式可分为：
- 完全换羽：体羽、飞羽、尾羽全部更换，成鸟经婚后换羽所换成的冬羽就是以这种方式进行的。
- 局部换羽：飞羽或尾羽不进行更换，多是婚前换羽所换成的夏羽，可在一年中发生1至多次。

## 影响换羽的因素
因为换羽时需要消耗大量的能量来生长出新的羽毛，所以几乎所有的鸟类在繁殖期内是不换羽的。迁徙鸟类的换羽是在远距离迁飞中完成的，因此产生了多种适应。迁徙的距离、光照、食物资源等都会影响换羽的时间、方式和持续时间。
在鸟类的人工饲养中，换羽不正常是营养及管理方式存在缺陷的重要信号。在饲养家禽的过程中，采用“强制换羽”的方法来改变家禽的激素周期，从而提高产卵率。